# Maike Vogt-Lüerssen
Maike Vogt-Lüerssen (Wilhelmshaven, 24 de març de 1956) és una escriptora alemanya. Va assistir al Käthe-Kollwitz-Gymnasium a Wilhelmshaven. A la Universitat Philipps de Marburg an der Lahn, va estudiar biologia, història i pedagogia per a l'ensenyament. Al final dels seus estudis, el 1986, va presentar el treball: Macroalgues i el seu ús en biologia: una visió general històrica. Viu a Austràlia amb la seva família des de 1995. La seva obra està finançada pel seu marit Holger Lüerssen.
Vogt-Lüerssen és autora de diverses biografies i llibres de no ficció, la majoria dels quals es publiquen com a Print-on-Demand. Les seves especialitats inclouen figures femenines de l'Edat Mitjana i de l'època moderna. Vogt-Lüerssen ofereix un servei de respostes on-line, sobre la seva obra, a les persones interessades, a canvi d'una quota petita, per a consultes, com ara, qui va pintar un quadre, o respostes més desenvolupades sobre temes diversos a canvi d'una quota més gran.
Els textos de la Sra. Vogt-Lüerssen, que estan il·lustrats amb moltes imatges i es mantenen lingüísticament senzills, reben poca atenció per part d'experts i editors. El filòleg i historiador de Gießen Martin Spies va acusar l'autora d'un enfocament unilateral, selectiu, de vegades altament interpretatiu del material original.

## Obres
- Anna von Sachsen. Gattin von Wilhelm von Oranien (Anna de Saxònia. Esposa de Guillem d'Orange)
- Der Alltag im Mittelalter. (La vida quotidiana a l'edat mitjana) Mainz: Probst 2001. ISBN 3-935718-27-6
- Die Sforza I: Bianca Maria Visconti. Die Stammmutter der Sforza (Els Sforza I: Bianca Maria Visconti. La progenitora dels Sforza)
- Frauen in der Renaissance: 30 Einzelschicksale (Dones en el Renaixement: 30 destins individuals)
- Lucrezia Borgia. Das Leben einer Papsttochter in der Renaissance (Lucrècia Borja. La vida d'una filla del papa al Renaixement)
- Katharina von Bora. Martin Luthers Frau. (Caterina de Bora. La dona de Martí Luter.)
- Margarete von Österreich. Die burgundische Habsburgerin (Margarida d'Àustria. Els Habsburg de Borgonya)
- Martin Luther. In Wort und Bild (Martí Luter. En paraules i imatges)
- 40 Frauenschicksale aus dem 15. und 16. (40 destins de dones dels segles 15 i 16) Jahrhundert. Mainz: Probst 2001. ISBN  3-935718-19-5
- Wer ist Mona Lisa? Auf der Suche nach ihrer Identität. 2004.[5] (Qui és la Mona Lisa? A la recerca de la seva identitat.)
- Zeitreise 1: Besuch einer spätmittelalterlichen Stadt (Viatge en el temps 1: Visita a un poble baixmedieval)